# سهیل رستمیان
سهیل رستمیان  (زاده ‎۱۹ اردیبهشت ۱۳۷۵) بازیکن واترپلو اهل ایران است. از افتخارات وی میتوان به کسب مدال برنز در بازی‌های آسیایی ۲۰۱۸ اشاره کرد.